# David Torosian
David Torosian, född den 23 september 1950 i Jerevan i Armeniska SSR, Sovjetunionen, är en sovjetisk boxare som tog OS-brons i flugviktsboxning 1976 i Montréal. I semifinalen slogs han ut av Ramón Duvalón från Kuba.